# Rudolf Bzenský
Bzensky Rudolf, Rudolf Bzenský (Szakolca, 1651. október 27. – Kolozsvár, 1715. június 13.) jezsuita rendi szerzetes.

## Élete
1665-ben, 15 éves korában lépett a rendbe; noviciátusát a csehországi Neuhausban (Jindřichův Hradec) és Prágában töltötte. Az olmützi egyetemen filozófiát, Prágában teológiát tanult. 1679 és 1684 között a Hradec Králové-i kollégiumban lelkipásztorként szolgált, de a feladat nem elégítette ki, ezért 1672 és 1687 között öt levelet írt a rendfőnöknek Rómába, tengeren túli misszióra ajánlkozva. 1685-1686-ban, illetve 1688-1689-ben tábori misszionáriusként dolgozott, és elkísérte a császári csapatokat a balkáni hadjáratba. A visszavonulást követően került Erdélybe, előbb 1693-ban Karánsebesre, majd 1694-től 1701-ig Brassóba. 1702 és 1708 között ismét lelkipásztorként működött Schurzban (Žireč), Szakolcán és Kassán. 1708-ban saját kérésére visszakerült Brassóba, majd 1711-től haláláig Kolozsvárra. Sírja a kolozsvári piarista templomban található.
A bejárt országokról levelekben számolt be: Boszniában például a szerbek és papjaik szokásaival és a várak történetével foglalkozott. Erdélyről több történeti munkát írt; a korábbi időszakokról szóló munkái nem mutatnak túl a közismert szintéziseken, de a közelmúltról és saját koráról szóló írásai értékes forrásai Erdély egyháztörténetének. Különösen érdekesek az erdélyi románságról, örményekről és bolgárokról szóló részek, illetve a rekatolizáció folyamatának leírása - ez utóbbinak maga is tevékeny részese volt. Írásai számos másolatban maradtak fenn egyházi és világi gyűjteményekben, és számos 18. századi történetíró használta ezeket forrásként.

## Munkái
De origine et progressu cultus et lacrymis prodigiosis Claudiopolitanae iconis B. V. Mariae. Claudiopolis...
Kéziratban maradt: 
- Dissertatio historica de Dacia Mediterranea 1699. (a gyulafehérvári Batthyányi-könyvtárba került)
- Epistola de missionibus in Transsilvania. Claudiopoli 1711 scripta. (A Bécsi Császári Könyvtárban)